# Andong jjimdak
El Andong jjimdak es una variedad de jjim (plato coreano al vapor o hervido) que se originó en la ciudad de Andong, provincia de Gyeongsang del Norte. Se prepara con pollo y verdura variada marinados en una salsa a base de ganjang (salsa de soja coreana).

## Origen
Hay muchas especulaciones sobre el origen de este plato. Una es que se trata de una especialidad de la rica aldea interior de Andong durante el periodo Joseon, elaborada y consumida en ocasiones especiales. Otra suposición es que durante la década de 1980, los cocineros del Dak golmok (닭골목, literalmente ‘callejón del pollo’) del Mercado Andong preparaban un plato con los ingredientes que pedían los clientes habituales, y que terminó convirtiéndose en el actual Andong jjimdak. La especulación más plausible de todas es que los mercaderes del Dak golmok en el mercado crearon el plato para defender su posición antes la rápida expansión de las tiendas de pollo frito occidentales.

## Preparación

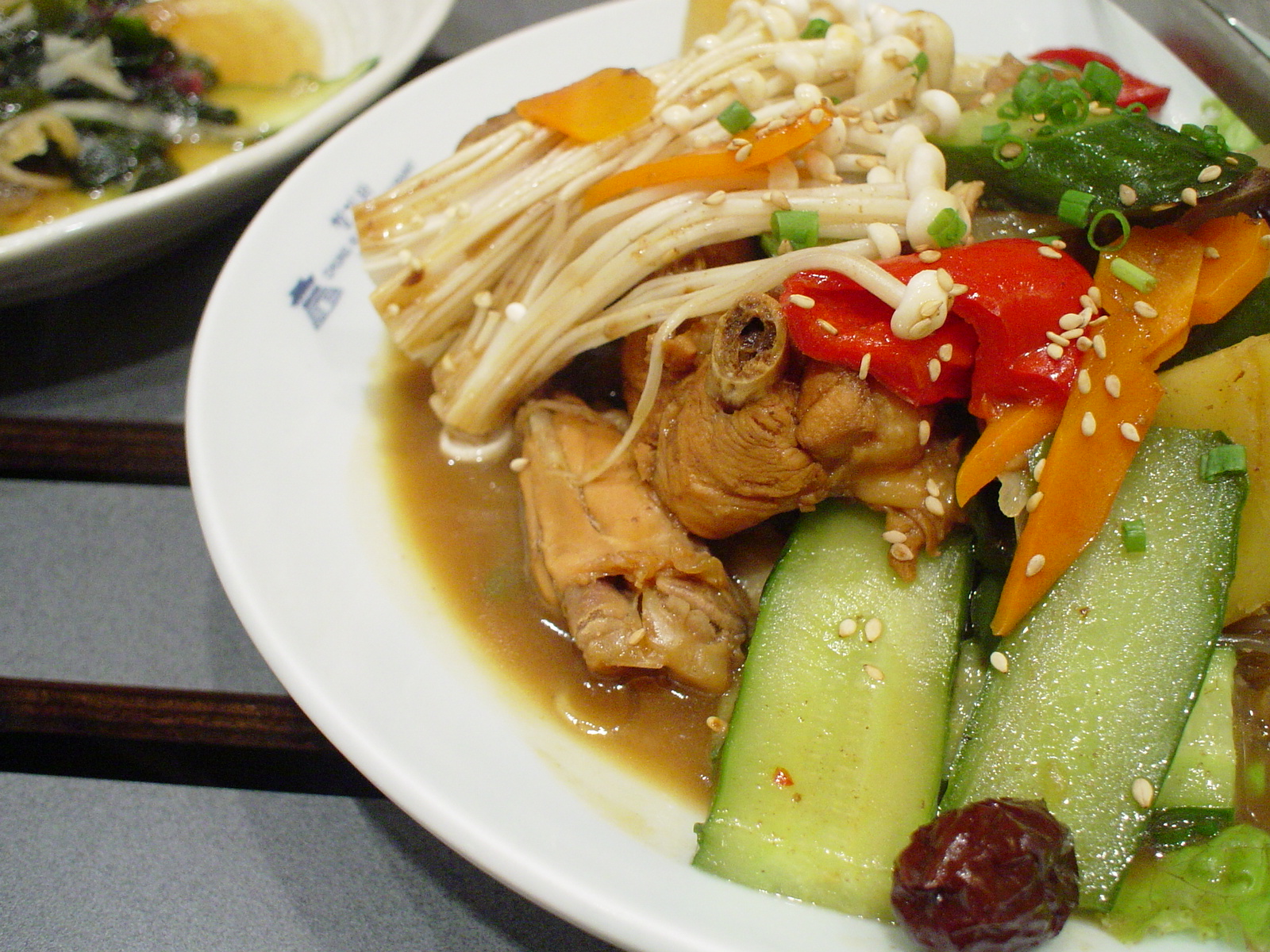
Un plato de Andong jjimdak.

Como el Andong jjimdak se cocina a fuego alto, tiene menos grasa y puede hacerse con diversos sabores añadiendo varios ingredientes según la receta. Es popular entre estudiantes y trabajadores debido a las generosas raciones respecto a su precio. El Andong jjimdak también se considera una comida nutritiva debido al alto contenido en proteína del pollo y las diversas vitaminas provistas por la verdura.
Para elaborar el plato, se prepara primero el caldo cociendo un pollo limpio troceado, ajos enteros, cebolla, jengibre y un tipo de guindilla fresca llamada Cheongyang gochu (청양고추) en una olla. La guindilla es conocida por ser extremadamente picante y desempeña un papel importante en el sabor del plato. Se remojan fideos celofán en agua. El pollo hervido se cuece a fuego lento con una salsa hecha de ganjang, mulyeot (물엿), azúcar y pimienta en el caldo. Se añaden rodajas de shiitake, zanahoria en dados, patata y otra verdura en la olla y se hierve a fuego fuerte unos diez minutos. Cuando las zanahorias y patatas están casi cocidas se añade también una pequeña cantidad de harina de trigo, espinacas, pepino en rodajas, cebolleta y fideos a la olla. Tras la cocción la receta se sirve en un plato y se espolvorea con semillas de sésamo.